# Pietro Boselli (peintre)
Pour les articles homonymes, voir Pietro Boselli et Boselli.
Pietro Boselli, né en 1712 à Modène et mort en 1765 à Rome, est un peintre italien de portraits .

## Biographie
Pietro Boselli est né à Modène de Giovanni Boselli. Jusqu'à ses vingt ans, il était élève d'Antonio Consetti, chez qui il a appris la peinture, avant de rejoindre les Frères mineurs capucins sous le nom de Salvatore di Modena,. Chez les Capucins, il est affecté à des ministères apostoliques, en particulier la fonction de prédicateur. La fonction l'amène dans plusieurs villes d'Italie, où il est plutôt bien reçu, et aussi à Vienne, où il effectue deux carêmes,. Il continuait cependant son activité artistique, qu'il a fait connaître pendant son noviciat dans un couvent de Carpi. Il y peint trois médailles à la scagliola représentant sainte Madeleine, ainsi qu'une toile ovale représentant la Bienheureuse vierge à l'enfant. Boselli s'est créé une réputation particulière pour ses miniatures, particulièrement ceux de Marie-Béatrice d'Este, de Marie-Thérèse d'Autriche et de son fils Léopold II, grand-duc de Toscane, qui l'a nommé maître de dessin. Boselli est appelé à Vienne en 1756 par Francesco Antonio Montecuccoli et y réalise pour l'impératrice un couvert en or et trois médaillons en or.
En 1759, il est appelé à Rome pour devenir secrétaire du dessinateur général, mais décide d'y établir résidence. Il serait mort en 1765, ou en 1759, selon d'autres sources.

## Œuvres
- Portrait de la comtesse Eleonore Schrattenbach, peinture, XVIIIe siècle, collection Gustav Kynast[5] ;
- Portrait d'un jeune prince, aquarelle, 75 × 52 mm, entre 1740 et 1750, œuvre qui fut mise aux enchères  par la maison  Bonhams à Londres[6].